# Björn Ingelman
Björn Gustaf Adolf Ingelman, född 6 november 1917 i Uppsala, död där 12 december 2000, var en svensk kemist och läkemedelsforskare.
Björn Ingelman var son till majoren Gustaf Ingelman och Amy Bergh, konstnären Richard Berghs dotter. Ingelman blev 1941 assistent till nobelpristagaren Arne Tiselius, som var professor i biokemi vid Uppsala universitet. Vid denna tidpunkt hade Tiselius kontakt med Sockerbolaget, vars biproduktkommitté letade efter andra produkter än sackaros som skulle kunna utvinnas ur sockerbetan. En av flera orsaker till detta var det då pågående andra världskriget, som gjorde att flera produkter inte längre kunde importeras. Ingelman var den som fick ta hand om undersökningarna och han kom att upptäcka polysackariden dextran i det material som skickades till Uppsala från Sockerbolaget. Ingelman och fysiologen Anders Grönwall, som också fanns på Tiselius institution, upptäckte att dextran kunde användas i blodersättningsmedel istället för blodplasma, och bedömde detta som ett högintressant användningsområde. Läkemedelsbolaget Pharmacia kontaktades 1943 och bolagets verkställande direktör Elis Göth blev mycket intresserad av resultaten. Fyra år senare introducerade Pharmacia produkten Macrodex, som var en dextranlösning.
Ingelman disputerade 1949 för filosofie doktorsgrad på sina studier över dextran som blodersättningsmedel, och blev samma år docent i kemi i Uppsala.
Efter att Pharmacia flyttat till Uppsala 1950, blev Ingelman företagets forskningschef och ansvarade för dess laboratorier och han fortsatte samarbetet med biokemiska institutionen vid universitetet. En av dem som Ingelman anställde var Per Flodin, som tillsammans med Jerker Porath kom att göra nästa dextran-baserade upptäckt som ledde till en Pharmacia-produkt i form av gelfiltreringspreparatet Sephadex. 1964 blev Ingelman direktörsassistent vid Pharmacia. Mellan 1974 och 1983 var han direktör i Pharmacias dotterbolag Fortia..

Ingelman invaldes 1958 som ledamot av Kungliga Vetenskapssamhället i Uppsala, promoverades 1964 till medicine hedersdoktor vid Göteborgs universitet. 1978 tilldelades han Kungliga Ingenjörsvetenskapsakademiens guldmedalj med motiveringen "för hans insatser inom utvecklingen av dextrankemin som grund för praktiska tillämpningar ".
Björn Ingelman var sedan 1945 gift med konstvetaren Ingrid Ingelman (1920–2004), dotter till kyrkoherde Walter Stenberg i Ljustorps församling. En son till makarna är fysikern Gunnar Ingelman.
Björn Ingelman är begravd på Uppsala gamla kyrkogård.